# Georg Sigl

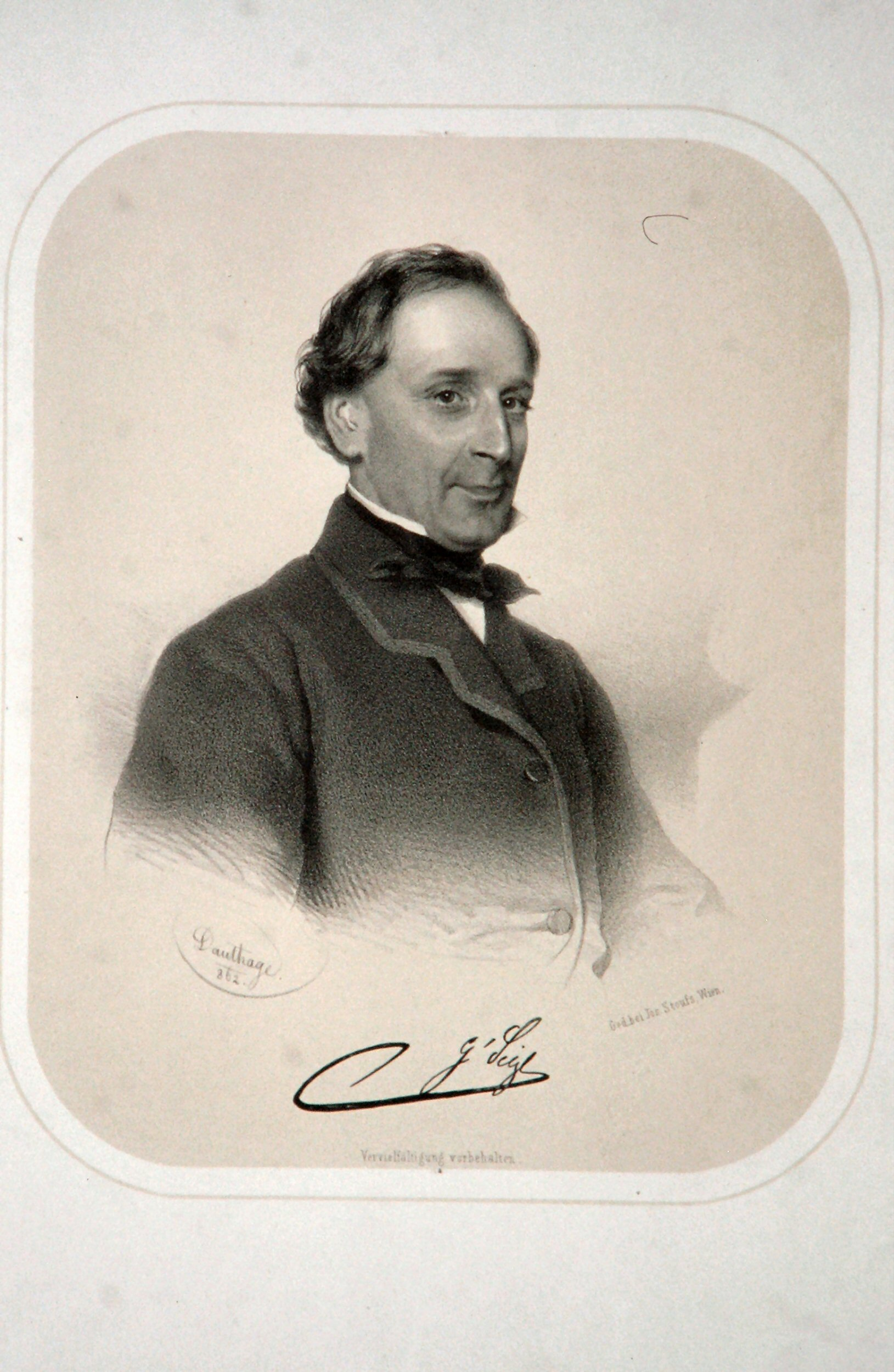
Georg Sigl Lithographie von Adolf Dauthage. 1862

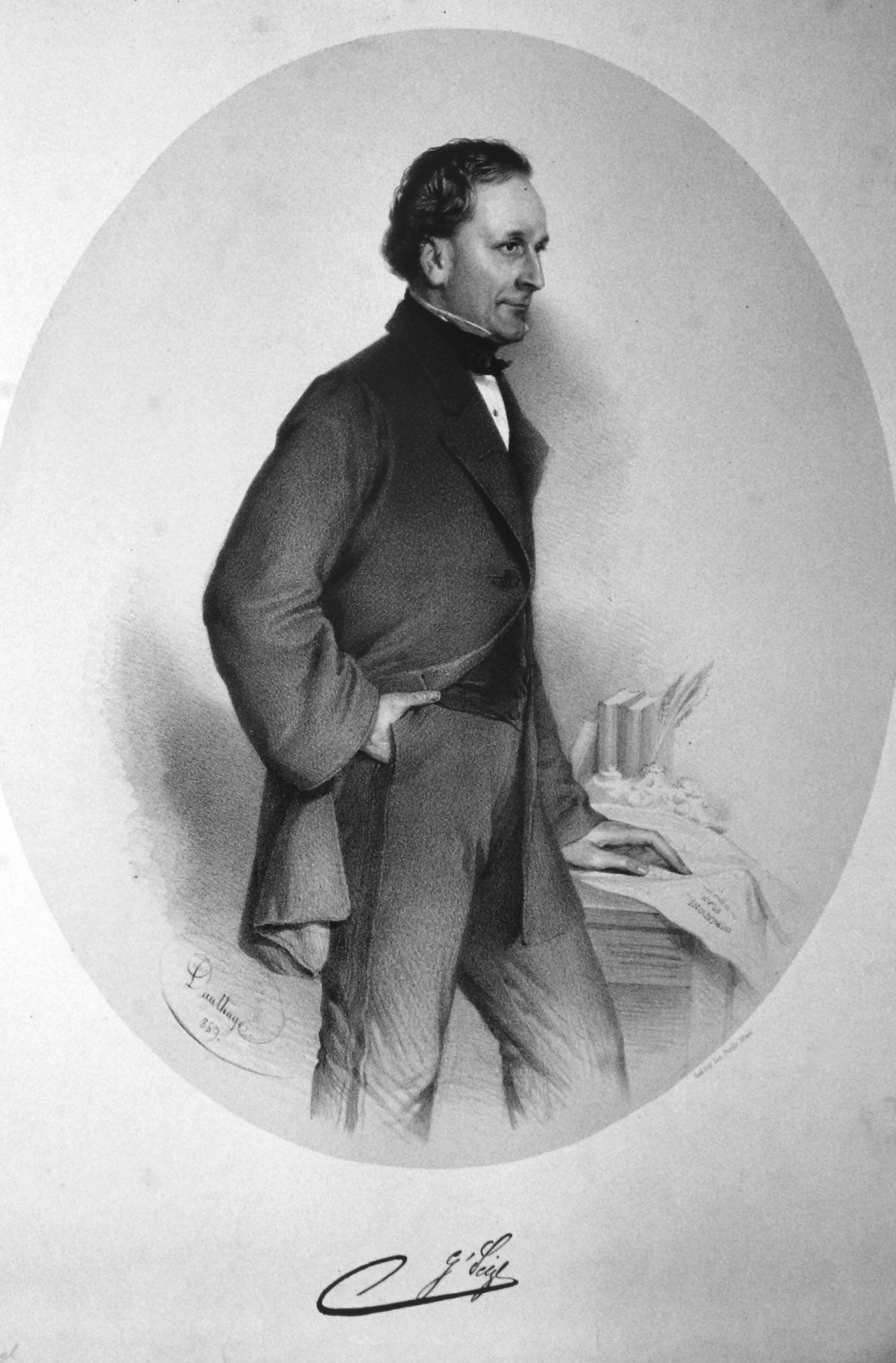
Georg Sigl, Lithographie von Adolf Dauthage, 1857

Georg Sigl (* 13. Jänner 1811 in Breitenfurt (Niederösterreich); † 9. Mai 1887 in Wien-Währing) war ein österreichischer Maschinenbauer und Unternehmer.

## Leben und Wirken
Der in Breitenfurt im Wienerwald zur Welt gekommene Georg Sigl erlernte zunächst das Schlosserhandwerk und war danach in der Schnellpressenfabrik Heibig & Müller in Wien tätig. Auf seiner Wanderschaft durch Deutschland und Österreich kam Sigl nach Berlin, wo er 1840 eine kleine Werkstätte und 1844 eine kleine Maschinenfabrik für den Bau von Buchdruckerpressen errichtete. Als er 1846 seine Wiener Fabrik gründete, behielt er dennoch sein Berliner Werk bei. 1850/51 erfand und baute Georg Sigl die erste Lithographie-Schnellpresse.
Das rasch gedeihende Unternehmen in Wien übersiedelte 1851 in die von Sigl erworbene Maschinenfabrik am Alsergrund in der Währinger Straße, wo in den 1840er Jahren bereits William Norris Lokomotiven baute. 1854 erhielt er ein kaiserliches Privileg zur Herstellung von Schmierpumpen. Ab 1857 wurden von Sigl auch Dampflokomotiven hergestellt, die erste Lokomotive erhielt den Namen „Gutenberg“ und ging an die k.k. südliche Staatsbahn.
Im Jahr 1861 pachtete Sigl die im Jahr vorher in den Besitz der österreichischen Creditanstalt übergegangene Günthersche Lokomotiv-Fabrik in Wiener Neustadt, 1867 ging diese Fabrik schließlich in sein Eigentum über. Das Sigl´sche Unternehmen fertigte an seinen beiden Standorten neben Lokomotiven auch Ölpressen, Wasserhaltungsmaschinen, Arsenaleinrichtungen wie Lafetten und Seeminen, eiserne Brücken und Trägerkonstruktionen (unter anderem auch den eisernen Dachstuhl der Votivkirche in Wien). Außerdem stellte man Werkzeugmaschinen, Papiermaschinen, verschiedene Arten von Dampfmaschinen (auch Schiffsdampfmaschinen u. a. für die I. DDSG und den Österreichischen Lloyd), landwirtschaftlichen Geräte (Dampf-Dreschmaschinen), Drehscheiben, Rohrpostanlagen, Sägegatter und Dampfkessel her.
Besonders mit den einfachen, aber gut gelungenen Konstruktionen einer 1´B-Personenzugs- und C-Güterzugslokomotive mit Außenrahmen und Hallschen Kurbeln, die mit einem jeweiligen Achsstand von 3.600 mm und gleich dimensioniertem Kessel recht einheitlich gestaltet waren, konnte Sigl reüssieren. In Details nur jeweils leicht abgeänderte Maschinen dieser beiden Typen, konstruiert vom Direktor des Wiener Neustädter Werkes, gingen u. a. an die Kaiser Franz Josefs-Bahn, die Kaiserin Elisabeth-Bahn, der Kronprinz-Rudolfs-Bahn sowie die ungarischen Staatsbahnen. Da Ungarn erst ab 1873 über eine eigene Lokomotivindustrie verfügte, lieferte Sigl de facto die ersten Lokomotiven der ab 1867 neu entstandenen MÀV. Weiters wurden Sigls Lokomotiven nach Russland, Italien, Türkei, Rumänien und ins Deutsche Reich exportiert.
Am 26. Februar 1870 wurde in Wiener Neustadt die 1000. Lokomotive erzeugt (in Wien bis dahin nur 224 Stück), was mit einem Festakt im Wiener Werk begangen wurde. Georg Sigl spendete aus diesem Anlass 35.000 Gulden an Bürgermeister Cajetan Felder zum Bau von Kindergärten und zur Gründung eines Pensionsfonds für seine Angestellten.
Wie als Unternehmer, so war Georg Sigl auch als Konstrukteur stets unermüdlich. 1872 befuhr die „Sigl-Straßenlokomotive“ unter großer Beachtung der zeitgenössischen Presse versuchsweise als Schleppfahrzeug die Wiener Straßen. 1873/74 ließ Sigl eine von ihm entwickelte Standseilbahn mit kuppelbaren Wagen auf die Wiener Sophienalpe errichten, welche recht erfolgreich war und bis 1881 existierte. Sie konnte stündlich bis zu 200 Personen transportieren.
Anfang der 1870er-Jahre wurden auch die beiden ersten verdichtungslosen Zweitaktmotoren nach den Entwürfen des Mechanikers und Automobilpioniers Siegfried Marcus gebaut (nicht zu verwechseln mit den beiden Viertakt-Motoren von 1887 und 1888, Stationärmotor und der Motor des Zweiten Marcus-Wagen, beide im Technischen Museum Wien).
Am Vorabend des Börsenkrachs von 1873 zählte Georg Sigl in seinen Unternehmen an die 5.200 Beschäftigte. Auf der Wiener Weltausstellung war er u. a. mit Transmissionen, Dampfmaschinen und einer Rotationsdruckmaschine für die Neue Freie Presse vertreten. In der Wiener Weltausstellungs-Zeitung vom 25. Jänner 1874 wurde das Sigl´sche Unternehmen lobpreisend als „größte vaterländische Maschinenbau-Anstalt“ bezeichnet. Für eine ausgestellte Lokomotive erhielt Sigl das Ehrendiplom und auch Kaiser Franz Joseph I. drückte Sigl persönlich seine „allerhöchste Zufriedenheit“ aus.
In Folge des Gründerkrachs musste Sigl bis 1875 schweren Herzens alle seine Unternehmen, mit Ausnahme der Wiener Fabrik, in der nur mehr Maschinenbau zur Anwendung kam, abgeben. Darunter war auch die Wiener Neustädter Lokomotivfabrik, die von Schoeller & Co. in eine Aktiengesellschaft umgewandelt wurde und in deren Verwaltungsrat Sigl saß.
Georg Sigl war bis zu seinem Tod, nach dem die Maschinenfabrik in Wien-Währing stillgelegt wurde, unermüdlich als Konstrukteur tätig und hielt noch in späten Jahren zahlreiche Patente.

## Würdigung
1867 erhielt Sigl für den Bau einer Engerth-Lokomotive das Komturkreuz des Franz Josephs-Ordens. Im selben Jahr erhielt er auf der Weltausstellung in Paris je eine große goldene und silberne Medaille.
Am 11. Februar 1870 wurde Georg Sigl Ehrenbürger von Wien und im gleichen Jahr auch von Wiener Neustadt. 1888 wurde in Wien-Alsergrund (9. Bezirk) die Georg-Sigl-Gasse nach ihm benannt.
Im Jahr 2011 legte die Österreichische Post anlässlich seines 200. Geburtstages eine Sonderbriefmarke auf.

## Bilder

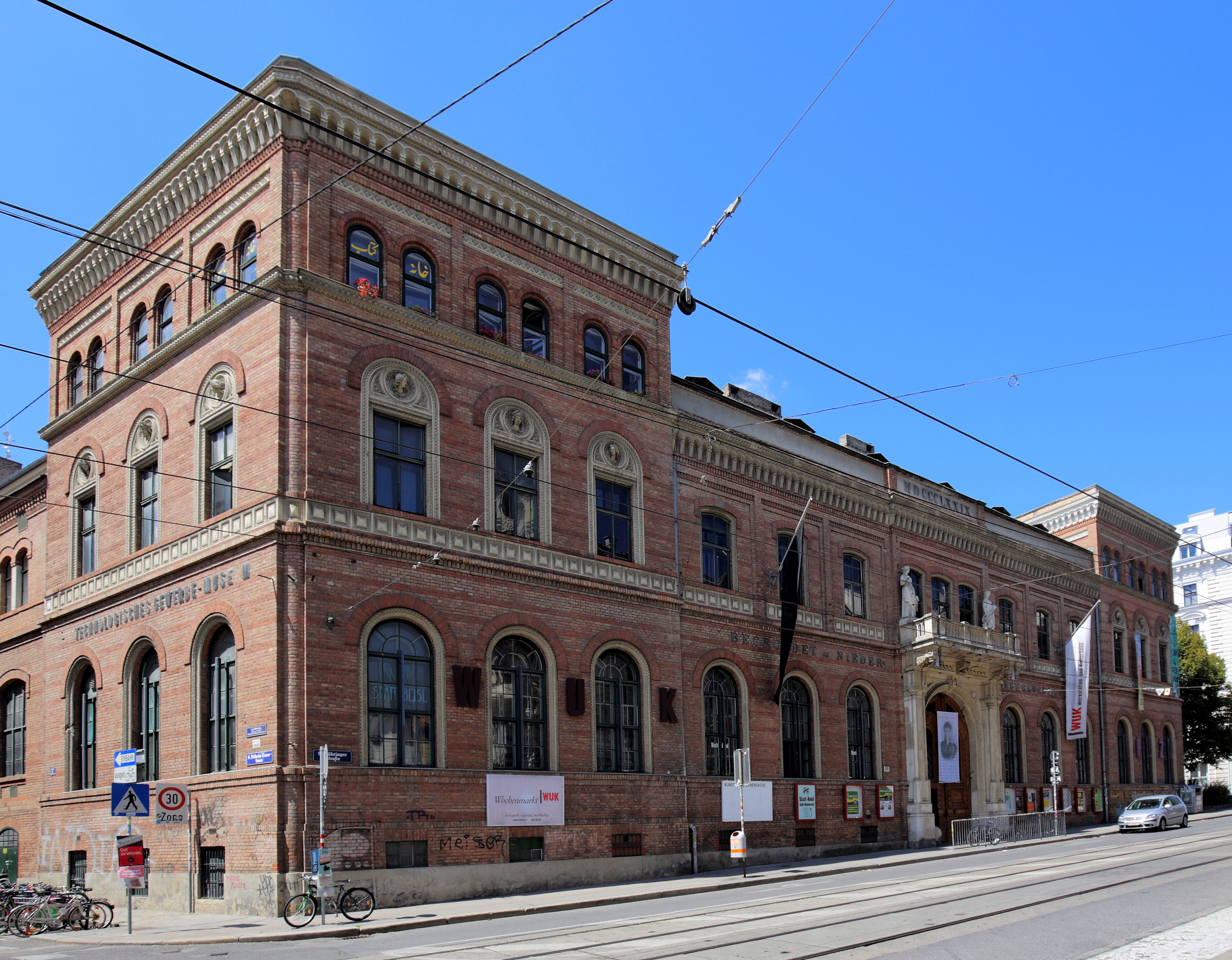
Die ehemalige Maschinenfabrik Sigl in Wien 9.
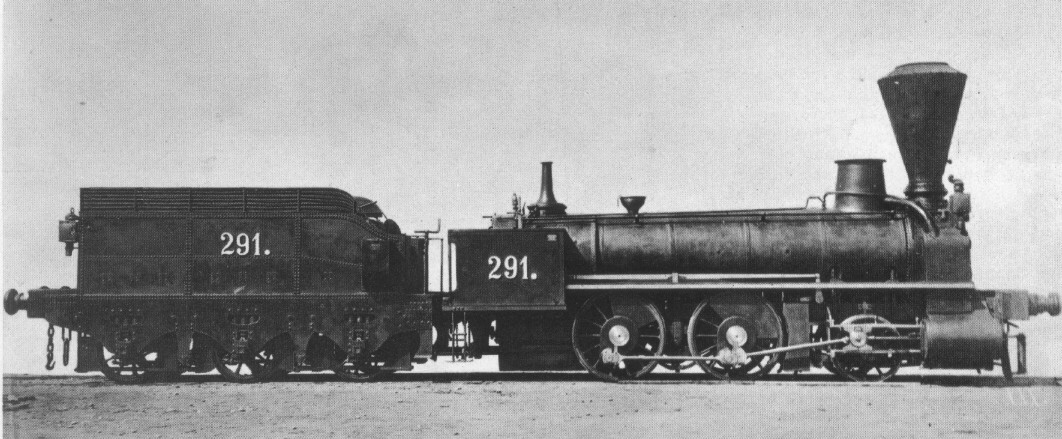
Dampflokomotive „Gutenberg“ (1857)
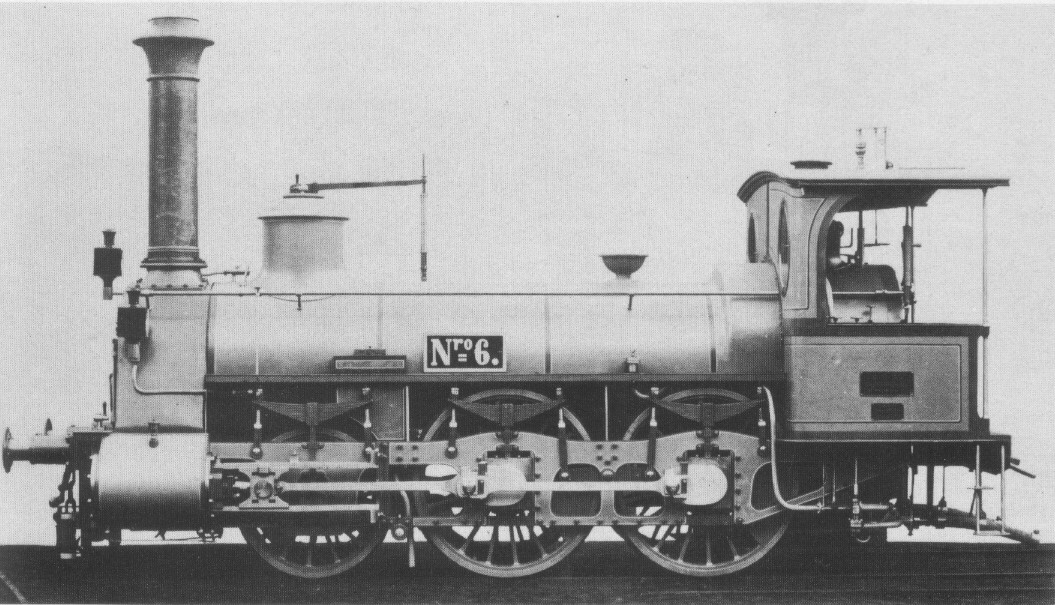
1´B-Personenzuglok der Kaiser Franz Josefs-Bahn (1868)
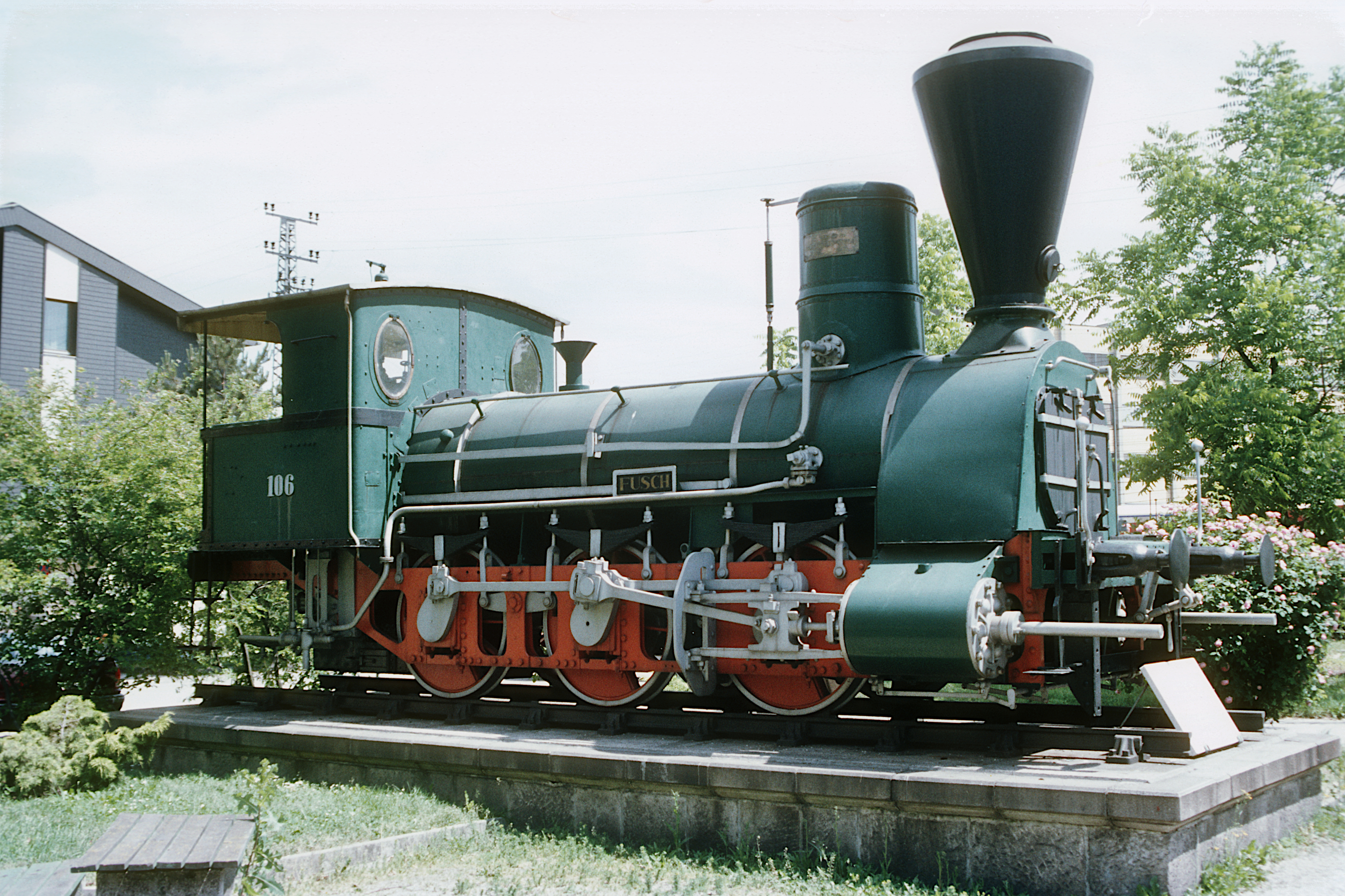
C-Güterzuglok KEB „Fusch“ (1868)
C-Güterzuglok Baureihe MÀV III
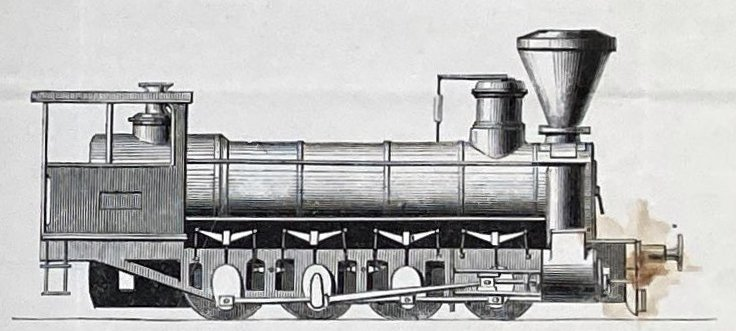
Vierfach gekuppelte Güterzugslok
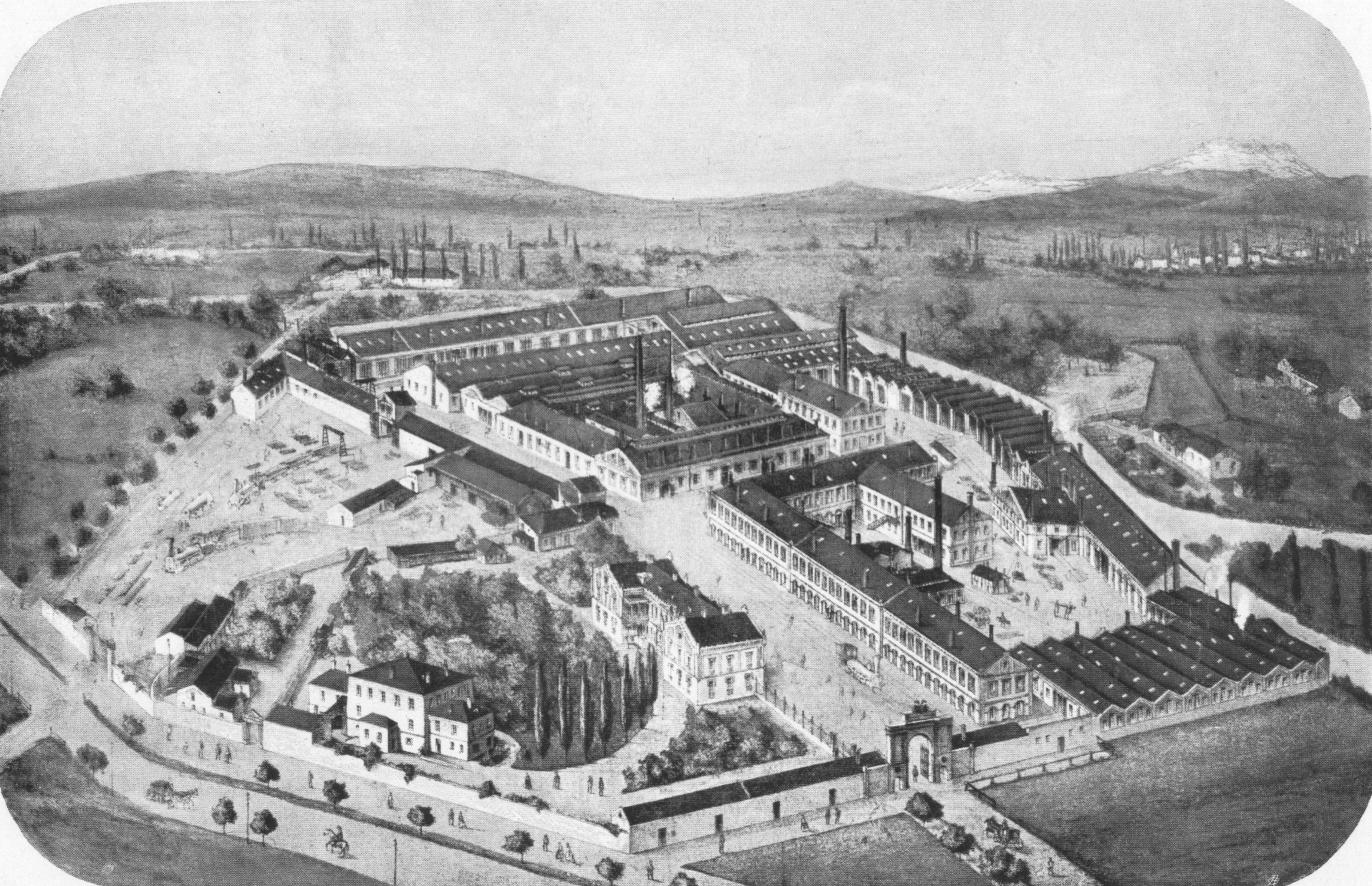
Die Lokomotivfabrik Wiener Neustadt zu Zeiten Sigls
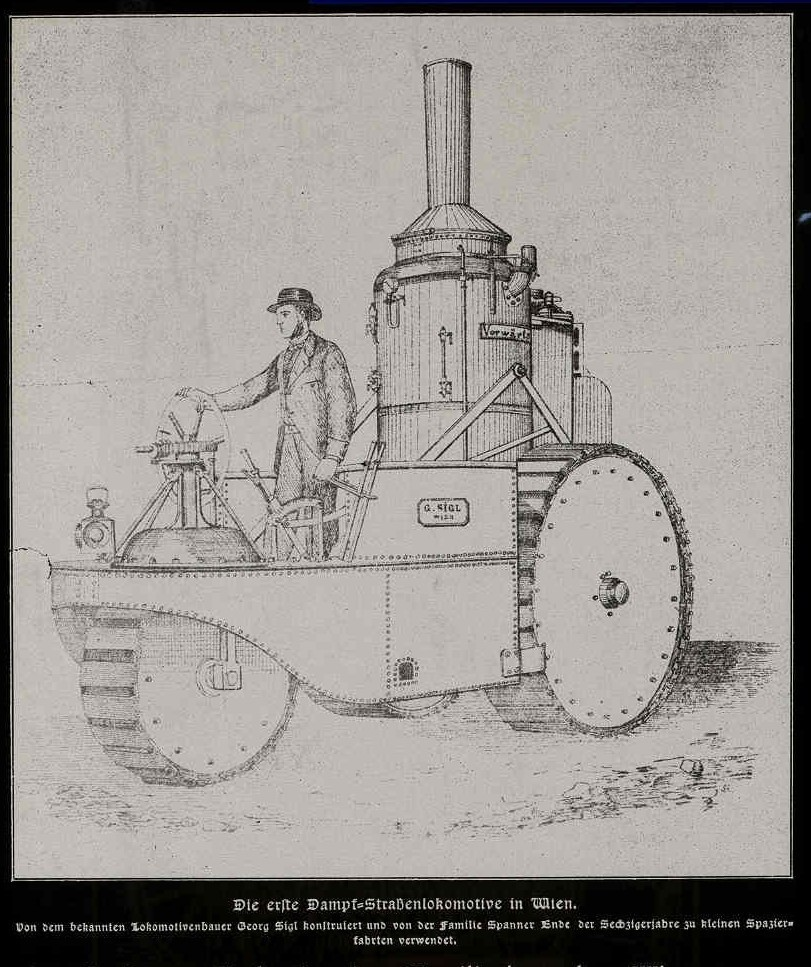
Straßenlokomotive (1872)
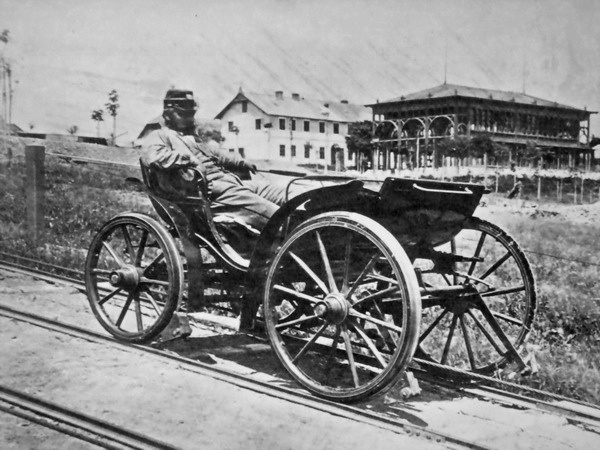
Standseilbahn auf die Sophienalpe (1873)